# Deuxième guerre anglo-néerlandaise
Batailles
- Lowestoft
- Vågen
- Quatre Jours
- North Foreland
- Vliestromm
- Cap Dungeness
- Medway

La deuxième guerre anglo-néerlandaise, opposant le royaume d'Angleterre et les Provinces-Unies, se déroule de 1665 à 1667. Elle fait suite à la première guerre anglo-néerlandaise et se conclut par une victoire néerlandaise. Tout comme la première, la deuxième guerre anglo-néerlandaise a pour principal enjeu la maîtrise des principales routes commerciales maritimes, sur lesquelles les Néerlandais exercent alors une nette domination.
Les royaumes de France et du Danemark et la principauté épiscopale de Münster s'impliquent dans la guerre, mais y participent seulement dans une mesure limitée. Après des succès initiaux pour les Anglais, la guerre tourne à l'avantage des Néerlandais. Le traité de Bréda, signé le 31 juillet 1667, met fin aux hostilités. La paix est favorable aux Provinces-Unies mais ses termes sont modérés pour l'Angleterre.

## Contexte

### Restauration Stuart
En 1650, environ 16 000 navires marchands naviguent sous pavillon néerlandais contre seulement 4 000 sous pavillon anglais. De 1652 à 1654, le Commonwealth d'Angleterre et les Provinces-Unies des Pays-Bas se combattent lors de la première guerre anglo-néerlandaise, guerre navale féroce au cours de laquelle les deux puissances luttent pour la domination du commerce mondial. Le conflit se termine le 8 mai 1654 avec le traité de Westminster, par lequel les Néerlandais doivent reconnaître l'Acte de navigation qui stipule que les importations de marchandises non européennes en Angleterre doivent se faire exclusivement sur des navires battant pavillon anglais ou sur des navires des pays d'origine. Cette décision vise principalement à écarter les Néerlandais du lucratif commerce anglais mais n'est pas appropriée pour mettre fin à leur domination commerciale.

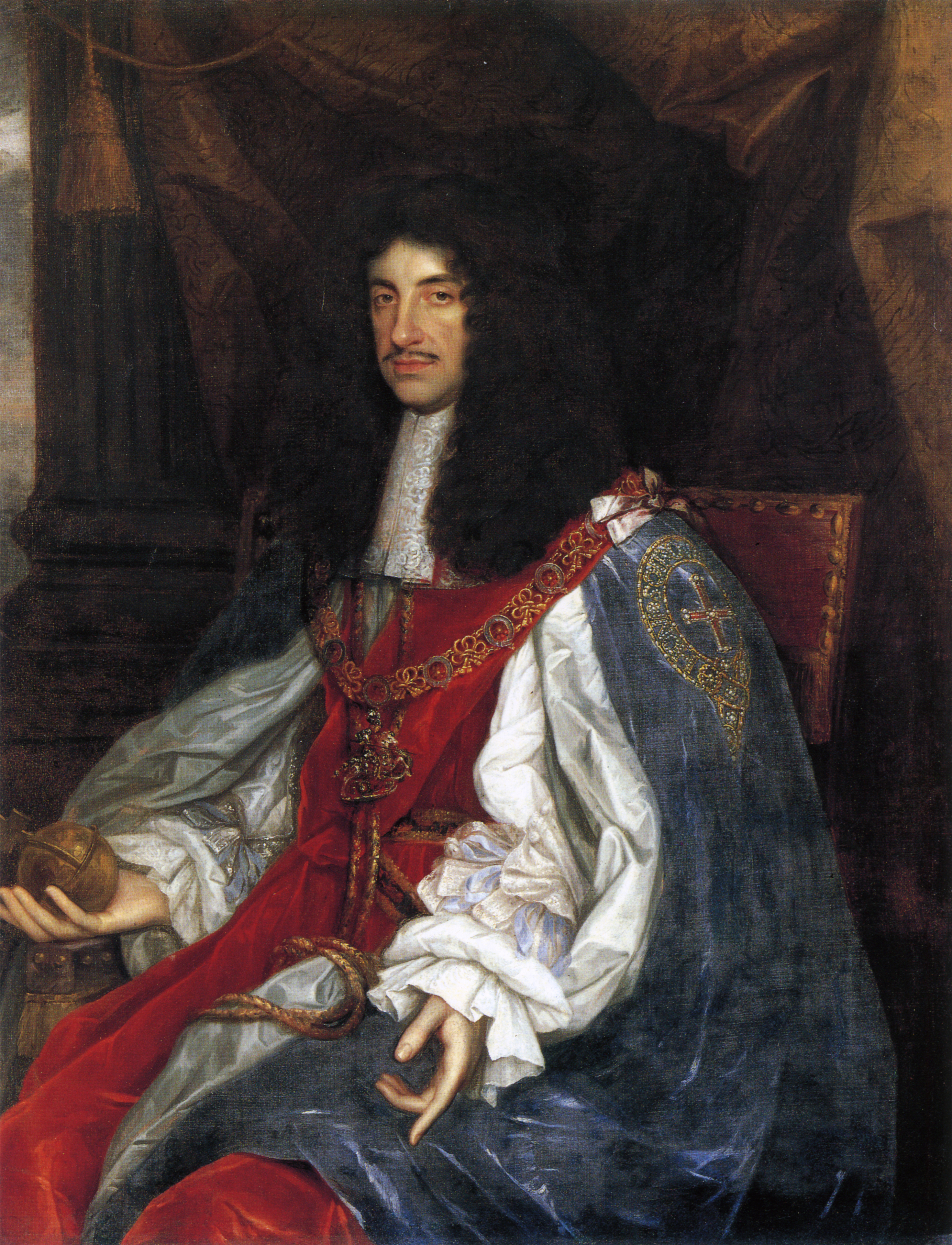
Le roi Charles II d'Angleterre.

Lors des années suivantes, les deux rivaux évitent de s'affronter. Les Provinces-Unies contribuent à empêcher la Suède de conquérir le Danemark en remportant la bataille de l'Öresund sans que l'Angleterre, alliée des Suédois, n'intervienne. Les Anglais sont quant à eux aux prises avec l'Espagne lors de la guerre anglo-espagnole (1654-1660), ce qui laisse le champ libre aux Néerlandais pour leur expansion commerciale. En mai 1660, Charles II rentre en Angleterre et devient roi à l'occasion de la restauration des Stuarts. Il doit cependant faire des concessions de grande envergure au Parlement anglais, qui contrôle le budget et la législation fiscale du pays. Le roi, cependant, cherche à rétablir le pouvoir de la couronne et à le transformer en une royauté absolutiste, ayant pour cela principalement besoin de fonds. Son mariage avec Catherine de Bragance en 1662 lui apporte une dot généreuse, et il vend la même année la ville de Dunkerque au roi Louis XIV. Charles II espère qu'une guerre contre les Provinces-Unies va lui permettre de réaliser des profits élevés par le biais de butins. En effet, les revenus au cours de la première guerre anglo-néerlandaise ont été extrêmement élevés : le butin de cette guerre s'élève à 120 millions de livres sterling, alors que les dépenses du gouvernement anglais représentent seulement 53 millions de livres en 1652-1653. De plus, Charles II a une rancune personnelle contre le gouvernement des Provinces-Unies, plus précisément contre le grand-pensionnaire Johan de Witt car les Stuarts sont étroitement liés à la maison d'Orange, qui a été exclue du pouvoir par un amendement secret au traité de Westminster.
Pour conserver de bonnes relations avec Charles II, le gouvernement des Provinces-Unies lui fait de somptueux cadeaux, notamment à l'occasion de son accession au trône. Mais même au Parlement, on trouve de nombreux partisans d'une nouvelle guerre contre les Provinces-Unies. James, le duc d'York et frère du roi, dirige le parti de la guerre. Il est à la tête de la Royal African Company, qui compte également parmi ses membres d'autres hommes influents comme le prince Rupert, le duc de Buckingham et Sir Henry Bennet, et espère par la guerre concurrencer la Compagnie néerlandaise des Indes occidentales. L'état d'esprit martial anglais est reflété par les mots de l'amiral George Monck au début de la guerre : « Quelle importance pour tel ou tel motif ? Ce que nous voulons, c'est plus de commerce qu'en ont les Néerlandais ».

### Opérations jusqu'à la déclaration de guerre
En raison de l'enthousiasme pour la guerre grandissant en Angleterre, de nombreux affrontements éclatent entre des navires anglais et néerlandais. Certains entrepreneurs britanniques équipent des corsaires privés qui capturent plus de 200 navires marchands néerlandais jusqu'à la déclaration officielle de la guerre au printemps 1665. Le traitement inéquitable des citoyens anglais dans les colonies des Indes orientales néerlandaises en 1663 est un prétexte bienvenu pour ouvrir les hostilités à plus grande échelle. Au nom de la Royal African Company, une escadre commandée par le capitaine Robert Holmes est envoyée en Afrique de l'Ouest pour s'attaquer aux colonies néerlandaises. Holmes accomplit sa première attaque devant le comptoir néerlandais de Gorée en capturant un navire marchand le 27 décembre 1663. Dans les semaines suivantes, il capture ou coule quatre autres navires. Le 23 janvier 1664, Holmes s'empare de Gorée. De là, il continue à opérer contre les lignes commerciales néerlandaises. Le 28 mars, il capture le grand navire néerlandais Walcheren (qui est par la suite incorporé à la Royal Navy) et conquiert le 20 avril le Fort Taccorary sur la Côte-de-l'Or. D'autre comptoirs et navires plus petits tombent en sa possession avant qu'il ne termine sa conquête de l'Afrique de l'Ouest le 1er mai 1664.

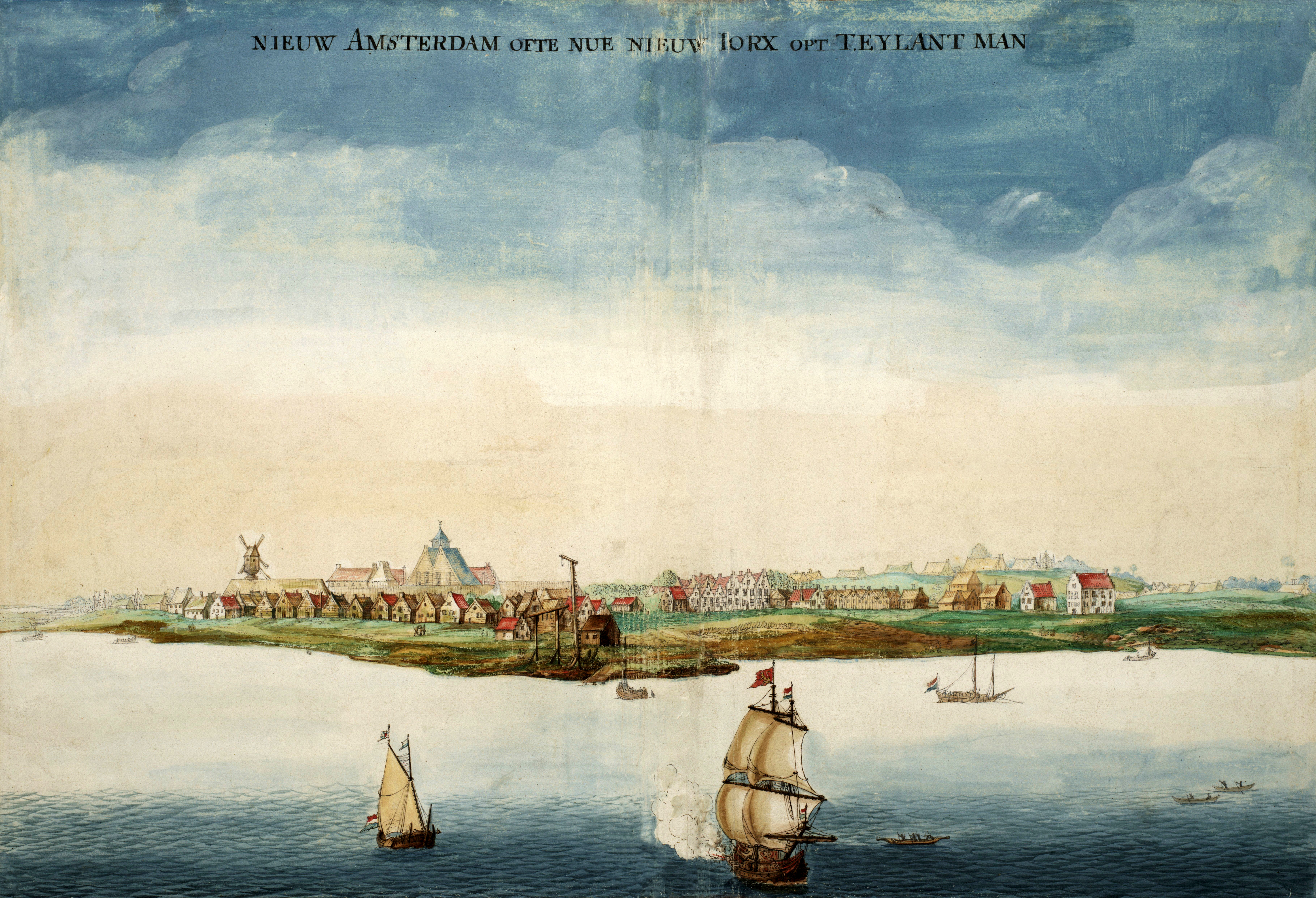
La Nouvelle-Amsterdam en 1664.

Charles II fait arrêter Holmes à son retour en Angleterre car il a violé les traités existants avec les Provinces-Unies, mais refuse de restituer ses conquêtes. Les Néerlandais, qui ne souhaitent pas déclarer la guerre, envoient une escadre avec 12 navires censés être à destination de la Méditerranée en août 1664. À la hauteur de Gibraltar, Michiel de Ruyter, qui commande l'expédition, informe les autres capitaines et les équipages de la véritable destination du voyage, qui est l'Afrique de l'Ouest. Toutes les colonies à l'exception du fort de Cape Coast sont reprises à la fin de l'automne, Ruyter s'emparant aussi de plusieurs comptoirs anglais. À peu près au même moment, le Parlement anglais utilise la Royal Navy contre les colonies néerlandaises. Le fait que la colonie de la Nouvelle-Néerlande n'a pas respecté l'Acte de navigation sert de prétexte à une campagne militaire. Quatre frégates anglaises commandées par Richard Nicolls apparaissent devant la Nouvelle-Amsterdam et appellent la ville à se rendre. La reddition intervient sans combat le 27 août et la ville est renommée New York par les Anglais en l'honneur du duc d'York. À partir de là, Nicolls envoie une autre expédition sous la direction de Sir Robert Carr contre les colonies néerlandaises le long du Delaware, qui sont attaquées et pillées.

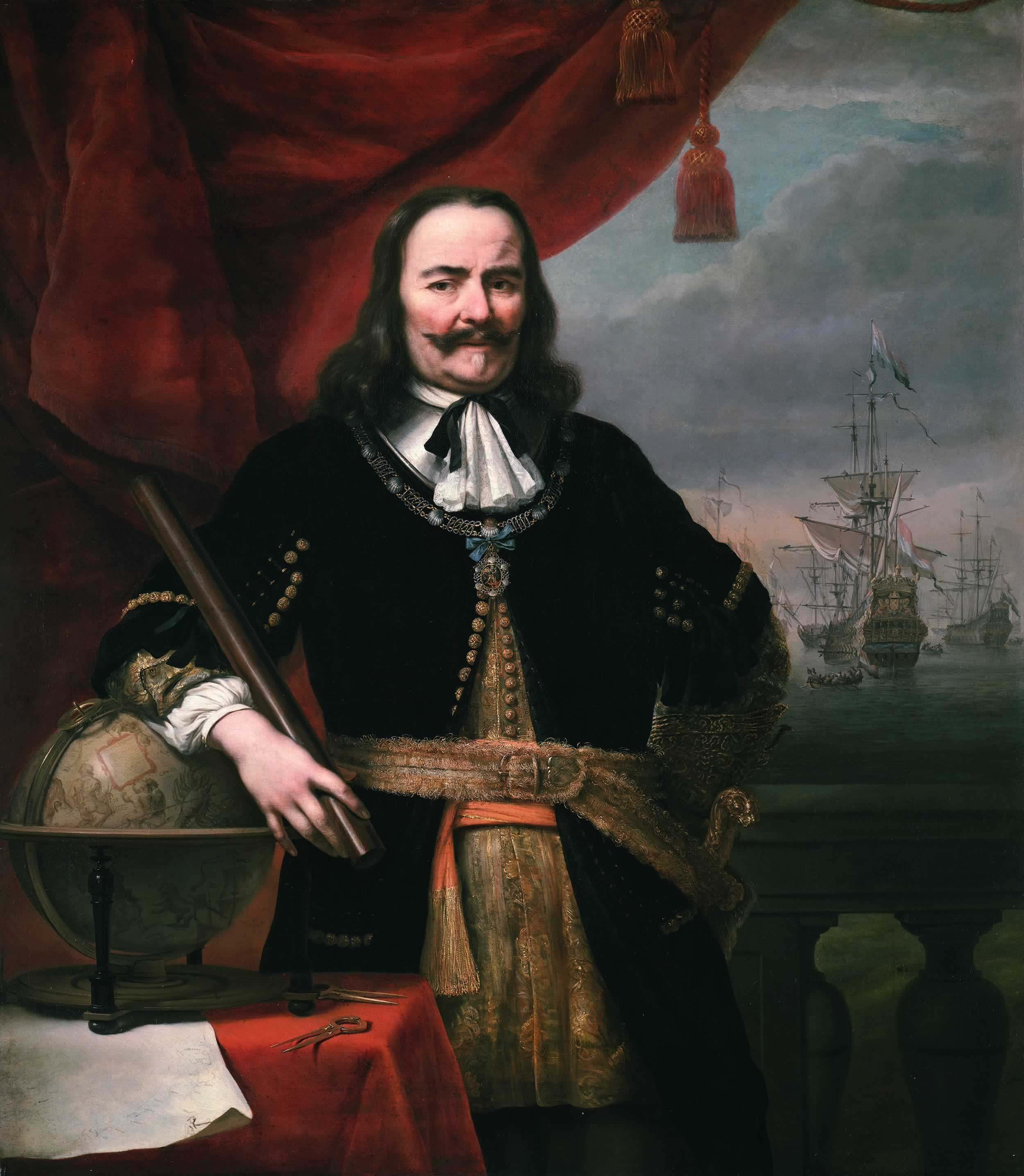
Michiel de Ruyter, l'un des principaux artisans de la victoire néerlandaise lors de cette guerre.

Alors que Michiel de Ruyter met à mal le commerce britannique dans les Antilles, après l'achèvement de ses opérations en Afrique, jusqu'au printemps 1665 (échouant néanmoins dans sa tentative de conquête de la Barbade en mars 1665), la faction en faveur de la guerre au Parlement met en place une commission chargée de recueillir des plaintes contre les commerçants néerlandais. Les commerçants anglais y rechignent car ils doivent s'attendre à une plus grande perte de revenus en cas de guerre. Néanmoins, la commission présente plus tard au roi une longue liste de plaintes. En même temps, l'ambassadeur aux Provinces-Unies Sir George Downing présente une ligne dure sur la question des colonies d'Afrique de l'Ouest, car il pense que les Néerlandais n'oseront pas entrer en guerre pour ces possessions. C'est dans cet état d'esprit que le Parlement accorde au roi la somme de 2,5 millions de livres sterling, soit le double du budget royal annuel, pour protéger officiellement le commerce britannique. C'est alors la plus grande subvention jamais accordée par le Parlement.
Lorsque la nouvelle de la reconquête par les Néerlandais des colonies d'Afrique de l'Ouest arrive en décembre 1664 en Angleterre, une commission parlementaire permet aux navires anglais de la Manche et la mer du Nord de prendre des mesures contre les navires néerlandais. L'escadre anglaise de la Méditerranée dirigée par l'amiral Thomas Allin attaque la flotte néerlandaise de Smyrne dans le détroit de Gibraltar le 29 décembre. Malgré l'échec de l'attaque (seuls deux navires marchands sont capturés et un autre coulé), le gouvernement néerlandais prend des mesures sérieuses. En janvier 1665, il autorise ses navires à ouvrir le feu sur des navires britanniques à des fins d'autodéfense. Le gouvernement anglais utilise cette déclaration, associée aux opérations néerlandaises dans les Caraïbes, pour déclarer officiellement la guerre aux Provinces-Unies le 4 mars 1665. La flotte de Michiel de Ruyter est à cette époque en Amérique du Nord, où elle capture une flotte de pêche anglaise au large de Terre-Neuve.

## Forces en présence

### La flotte anglaise
Les deux pays étant des puissances navales qui combattent principalement pour les avantages du commerce maritime, les flottes respectives sont déterminantes. En Angleterre, le roi Charles II poursuit la politique navale d'Oliver Cromwell et modernise la flotte sous la direction de l'amiral Monck. Au début de la guerre, la flotte anglaise dispose d'un certain nombre de navires de ligne à trois ponts équipés chacun de 90 à 100 canons (dont beaucoup de 42 livres). Le noyau de la flotte est constitué par trois navires de première classe (80 à 100 canons), douze navires de deuxième classe (60 à 80 canons) et 15 navires de troisième classe (54 à 64 canons). Les navires de moins de 32 canons sont retirés de la flotte de combat. À cet égard, la flotte anglaise est supérieure à la flotte néerlandaise. En raison du lourd fardeau de la dette, ce n'est qu'à l'automne 1664 qu'un nouveau programme de construction est lancé, qui comprend six navires à double ponts de 60 canons chacun. Le recrutement des équipages est un problème majeur. En 1664, 16 000 marins servent dans la Royal Navy, mais 30 000 sont nécessaires. Afin d'atteindre ce nombre, de nombreux hommes sont forcés de s'engager.
D'un point de vue tactique, la flotte anglaise est plus perfectionnée que les autres. Le duc d'York détermine en 1665 que la formation en ligne doit être la formation standard obligatoire pour toute la flotte, et pas seulement pour l'escadre individuelle : « Dans toute bataille contre l'ennemi, les commandants des navires de Sa Majesté doivent faire tout leur possible pour maintenir la flotte en ligne et, en tout cas, maintenir l'ordre de bataille avant celle-ci […] Aucun navire de la flotte de Sa Majesté ne peut poursuivre des navires ou des groupes plus petits de l'ennemi jusqu'à ce que la majeure partie de la flotte ennemie soit vaincue ou en fuite ».

### La flotte néerlandaise

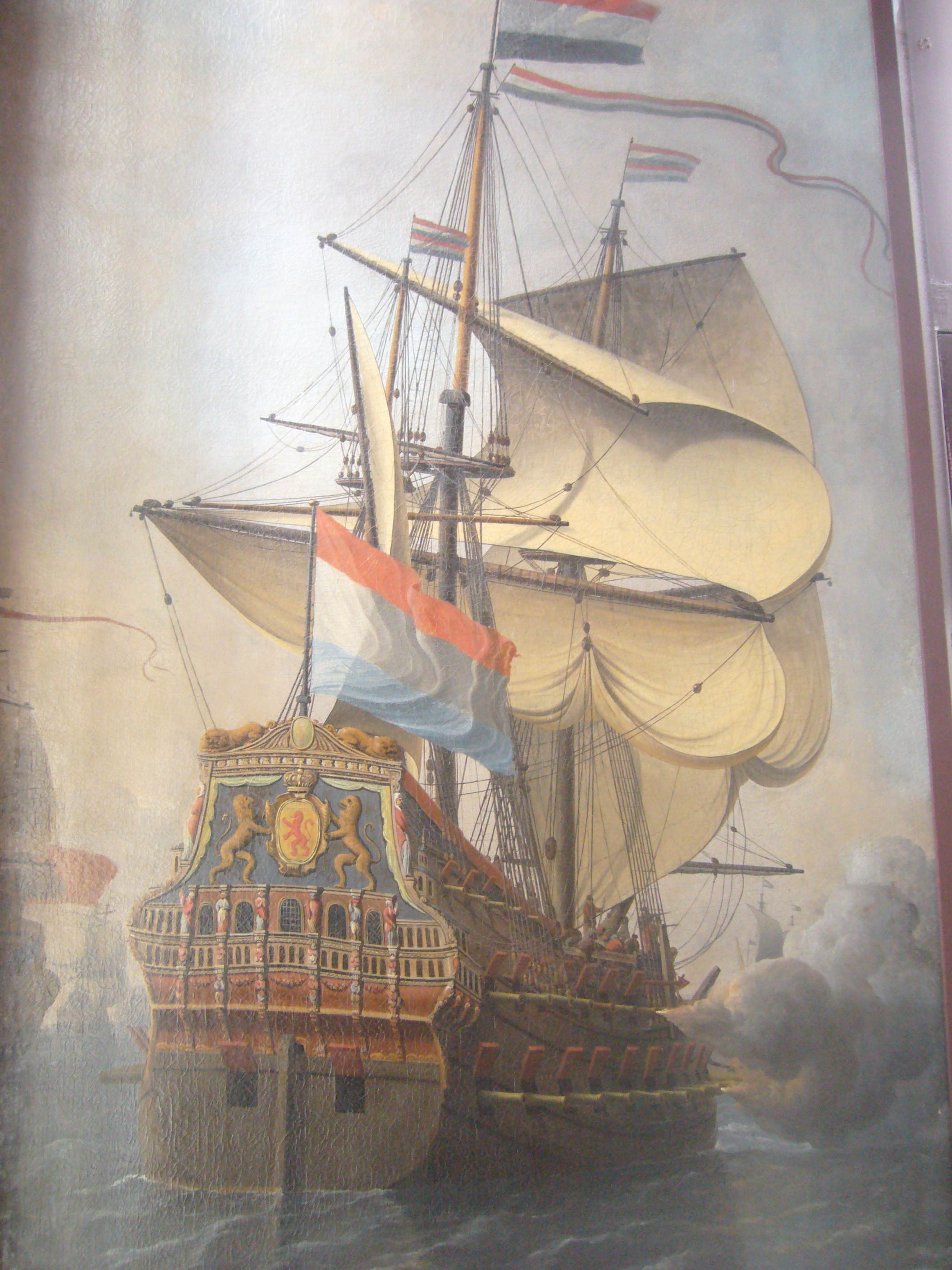
Le navire de ligne Hollandia fait partie de ceux construits en 1665.

Alors qu'en Angleterre prévaut une organisation unifiée, ce n'est guère possible aux Provinces-Unies, organisées au niveau fédéral. Cinq Amirautés différentes (Middelburg, Rotterdam, Amsterdam, Hoorn et Harlingen) dans trois provinces côtières (Zélande, Hollande et Frise) se disputent les pouvoirs, et les différents gouverneurs sont rarement prêts à investir d'importantes sommes d'argent dans l'expansion de la flotte. Néanmoins, Johan de Witt fait renoncer les amirautés provinciales à une partie de leur indépendance en échange de rémunérations plus élevées. De cette façon, il réorganise l'administration navale et complète ces efforts par un programme de construction plus important. L'ancienne flotte des Provinces-Unies de 80 navires de guerre, avec une moyenne de 34 canons, a été renforcée à la fin de 1653 par 64 nouveaux navires (chacun de 44 à 60 canons). Ceux-ci ne peuvent pas être vendus par une décision des états généraux. Les navires sont lancés et activés si nécessaire (réparés, gréés et équipés). Ces navires, achevés trop tard pour les batailles de 1653, sont immédiatement disponibles pour une nouvelle guerre. À cela s'ajoutent les 80 à 90 navires plus petits et légèrement armés (la plupart du temps plus anciens), dont la tâche principale est de protéger les convois.
L'expérience de la précédente guerre contre l'Angleterre a montré que les guerres maritimes ne sont pas décidées par la protection des lignes de commerce mais dans de grandes batailles navales menées par de puissantes flottes. Néanmoins, les plus grands navires néerlandais ne disposent au début de la guerre que de deux ponts avec 60 à 80 canons (d'un maximum de 24 livres). Plus de la moitié de la flotte de combat néerlandaise se compose de navires avec un maximum de 32 canons, et 30 à 40 % des navires sont des navires marchands armés. Elle est donc qualitativement inférieure à la flotte anglaise. Cependant, Johan de Witt a prévu la construction de nombreux avisos rapides, destinés au service de renseignement et à l'observation, et de frégates, qui n'ont qu'un seul pont mais sont très manœuvrables. Au cours de la guerre, les Provinces-Unies doivent rattraper ce retard en construisant de nouveaux bâtiments ou en les capturant. En août 1664, 30 navires plus anciens sont remis en service, et 18 autres en novembre 1664. Au cours du même mois, le 17 novembre, les états généraux ordonnent la construction de 24 nouveaux navires de ligne. En mars 1665, 24 nouveaux bâtiments sont commandés, et encore douze en juillet 1666. Sur ces soixante navires, 28 équivalent à la deuxième classe britannique, et 32 à la troisième classe. De 1664 à 1667, 21 frégates et avisos sont construits.

## Déroulement

### 1665
La flotte anglaise est initialement mieux préparée pour la guerre. Elle quitte ses ports début mai 1665 sous le commandement du duc d'York et opère un blocus de la côte néerlandaise avec 88 navires et 21 brûlots. Ce blocus n'est pas très efficace et peu de navires sont interceptés — les grands convois néerlandais des colonies n'étant attendus qu'en juillet. La flotte néerlandaise ne peut pas non plus être attaquée dans ses ports, car les grands navires anglais ont trop de tirant d'eau pour pénétrer dans les eaux côtières peu profondes des Provinces-Unies. Confrontée à des problèmes d'approvisionnement, la flotte anglaise doit lever le blocus et se retire dans ses ports d'attache.

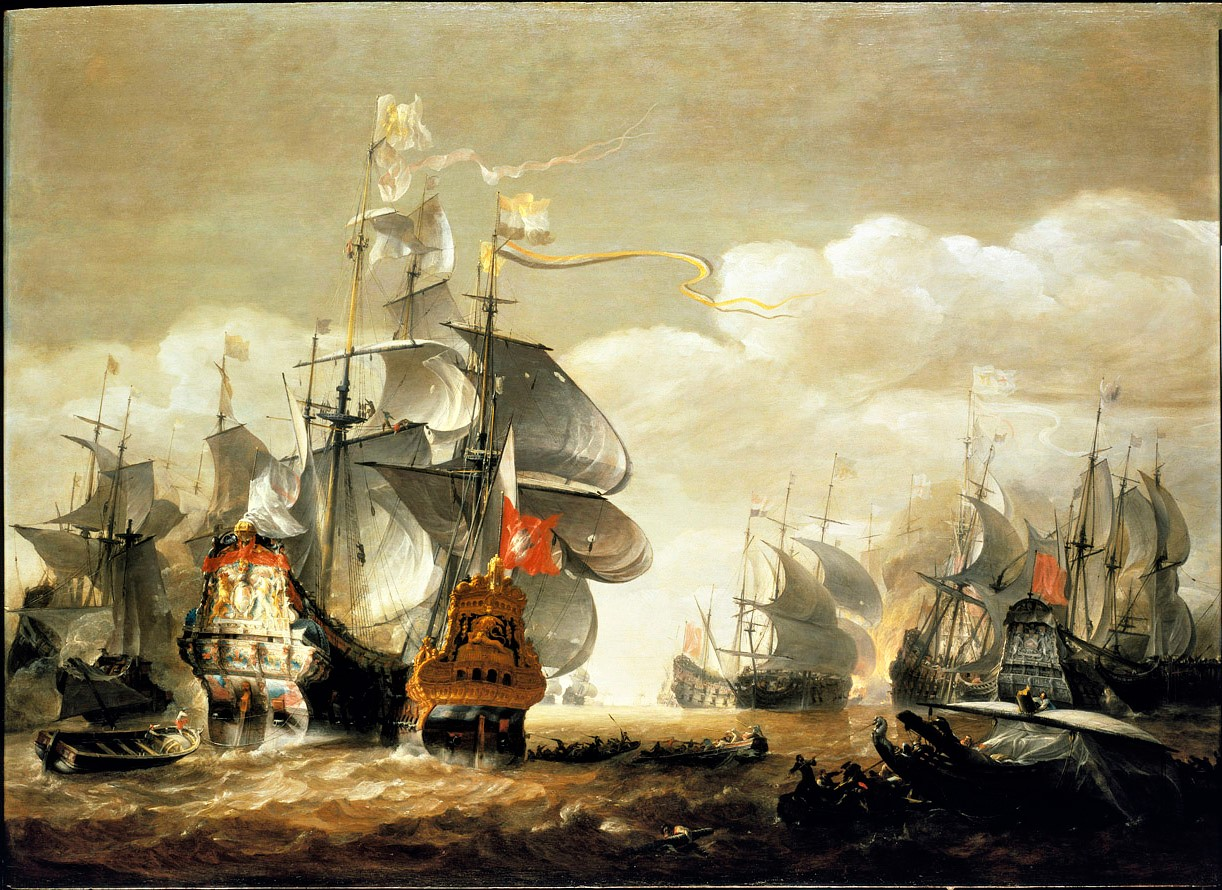
La bataille de Lowestoft est le premier affrontement de grande envergure de la guerre.

Les Néerlandais ont des problèmes pour équiper leur flotte, la seule unité opérationnelle étant celle de Michiel de Ruyter dans l'Atlantique. Néanmoins, la crainte d'un nouveau blocus de la côte prévaut. Johan de Witt ordonne à la flotte de l'amiral Jacob van Wassenaer Obdam de combattre la flotte anglaise avant qu'elle ne puisse réapparaître dans les eaux néerlandaises. Bien que l'amiral Obdam sache que l'armement n'est pas encore terminé et que la flotte n'est pas encore entièrement opérationnelle, il obéit aux ordres et prend la mer avec 103 navires, 11 brûlots, 4870 canons et 21 600 hommes. Le 30 mai, la flotte néerlandaise connaît son premier succès lorsqu'elle capture un grand convoi commercial anglais en provenance de Hambourg dans le Dogger Bank. Les deux flottes se rencontrent le 13 juin 1665 à la bataille de Lowestoft, où les Néerlandais subissent une lourde défaite. Après avoir perdu 17 navires et trois amiraux (dont Obdam), la flotte néerlandaise se retire sous le commandement du vice-amiral Cornelis Tromp.
À la suite de cette débâcle, plusieurs officiers de marine néerlandais sont accusés de lâcheté ; trois capitaines sont exécutés, quatre sont déshonorés et plusieurs autres sont congédiés. Tromp reçoit le commandement de la flotte mais, comme il soutient la maison d'Orange, son travail est supervisé par trois parlementaires. Tromp réorganise les escadres, fait réparer les dommages aux navires, entraîne les équipages et en recrute de nouveaux. Johan de Witt fait construire de plus grands navires de guerre et des canons plus lourds pour concurrencer les navires anglais. L'escadre de Michiel de Ruyter revient bientôt des Antilles pour renforcer la flotte. De Ruyter reçoit le commandement de la flotte, ce qui conduit à des tensions entre lui et Tromp et marque le début de leur rivalité.
Les Anglais échouent néanmoins à exploiter efficacement leur victoire en ne renouvelant pas le blocus de la côte hollandaise en raison des problèmes d'approvisionnement toujours non résolus. Les Néerlandais ont ainsi l'occasion de se remettre de leur défaite. De plus, l'effort de guerre anglais est entravé par la grande peste de Londres qui coûte la vie à des milliers de personnes. Ce n'est qu'en août 1665 qu'une opération majeure a lieu lorsqu'une flottille anglaise tente de capturer la flotte d'épices néerlandaise des Indes orientales à Bergen, en Norvège (qui fait alors partie du royaume du Danemark). Mais le 12 août, lors de la bataille de Vågen, les Anglais sont repoussés par l'escorte du convoi commandée par le contre-amiral Pieter de Bitter, les batteries côtières danoises étant intervenues du côté des Néerlandais lors du combat. D'autres petites entreprises de la marine anglaise contre le commerce néerlandais échouent, tandis que le manque d'argent et de nourriture ainsi que l'épidémie de peste ne permettent aucune opération majeure. En septembre, seulement quatre navires de ligne anglais sont prêts au combat. Par conséquent, en octobre, le Parlement doit de nouveau approuver un budget de 1 250 000 £ pour fournir une nouvelle flotte l'année suivante. Le même mois, les Néerlandais entament un blocus de l'estuaire de la Tamise, mais doivent le rompre lorsque la peste se déclare sur leurs navires.

### Guerre terrestre et diplomatie

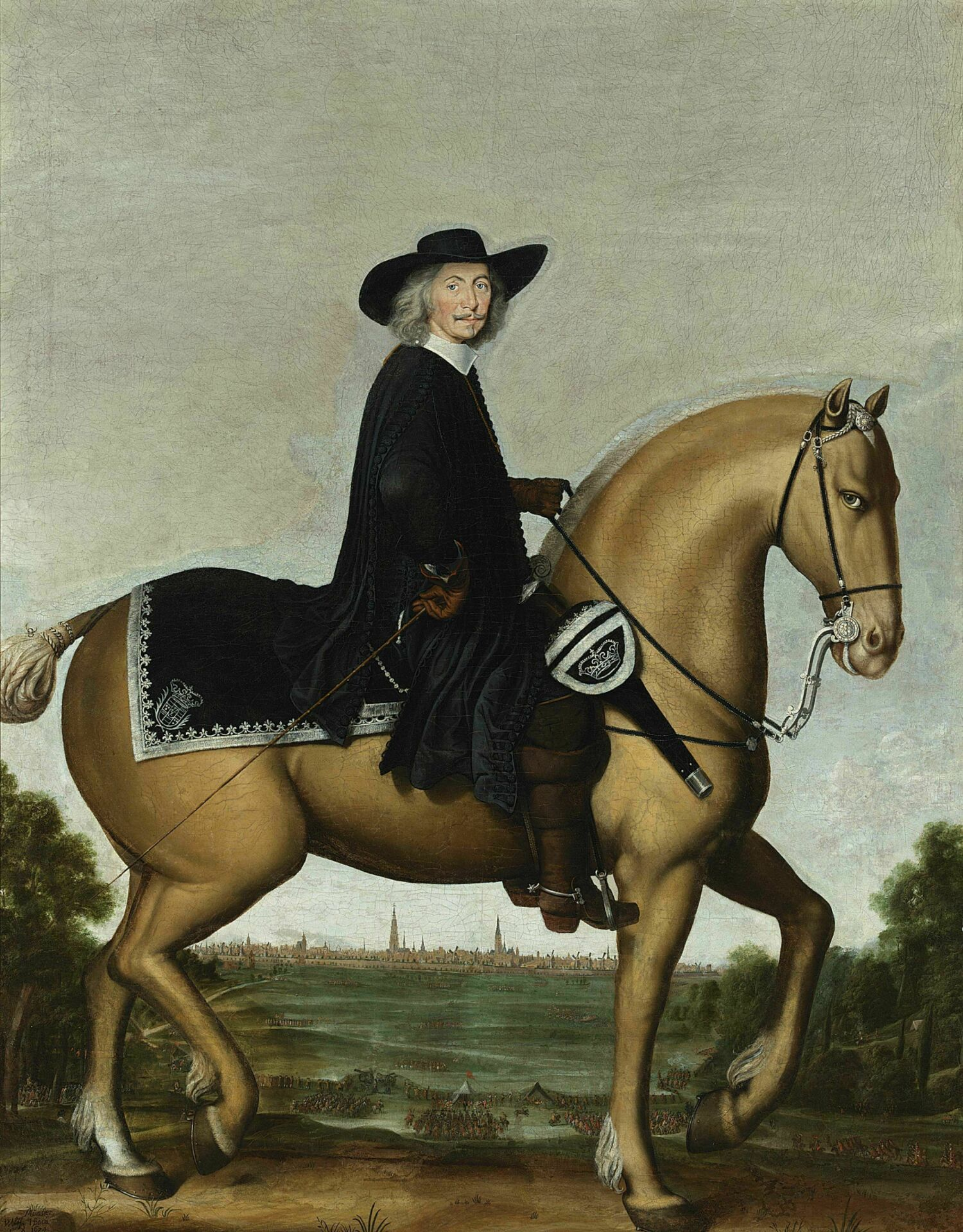
Christoph Bernhard von Galen soutient les Anglais avant d'être contraint à signer une paix séparée.

Entretemps, le gouvernement anglais cherche des alliés sur le continent, pour engager les Provinces-Unies dans une guerre terrestre et ainsi les affaiblir. Les Anglais s'adressent avec succès à Christoph Bernhard von Galen, prince-évêque de Münster, qui revendique Borculo dans la province néerlandaise de la Gueldre et accepte un accord d'alliance avec l'Angleterre contre le versement de subsides. Avec 18 000 reîtres, il s'empare de la Twente à l'été 1665 et réussit à défendre ses conquêtes contre les faibles forces terrestres néerlandaises. Louis XIV entraîne alors la France dans le conflit car une alliance défensive existe entre lui et les Pays-Bas depuis 1662. À l'automne 1665, il envoie pour aider les Provinces-Unies une troupe de 6 000 hommes qui met en déroute les troupes du Münster.
Pendant l'hiver, la diplomatie néerlandaise s'active. Depuis l'intervention française, le gouvernement anglais plaide en faveur d'un accord de paix rapide. En novembre 1665, Charles II propose des négociations à la condition que la maison d'Orange reprenne ses fonctions politiques. Johan de Witt refuse et déclare qu'un accord de paix ne peut être conclu que si les possessions néerlandaises prises par les Anglais sont restituées. La France déclare la guerre à l'Angleterre le 22 janvier 1666. Cependant, Louis XIV prépare une attaque contre les Pays-Bas espagnols et n'a donc pas l'intention de sacrifier ses forces pour les intérêts néerlandais. Au contraire, il espère que l'Angleterre et les Provinces-Unies vont s'affaiblir mutuellement afin qu'ils ne puissent plus s'opposer à sa campagne contre l'Espagne. En février, le roi danois Frédéric III s'engage à mettre 30 navires de guerre au service des Néerlandais contre le versement de subsides. Il confisque également toutes les marchandises et les navires anglais dans les ports danois. Le plan de campagne pour l'année suivante prévoit que les troupes françaises doivent attaquer l'évêque de Munster. L'électeur Frédéric-Guillaume Ier de Brandebourg, qui est lié à la maison d'Orange, rejoint la coalition. Il promet d'attaquer Bernhard von Galen dans ses possessions sur le Rhin. Sous cette pression (et parce que les subventions anglaises n'ont pas été versées), l'évêque conclut le 18 avril 1666 la paix de Clèves, par laquelle il abandonne ses revendications, avant même que les troupes ennemies n'entrent sur son territoire. Charles II perd ainsi son seul allié.

### 1666

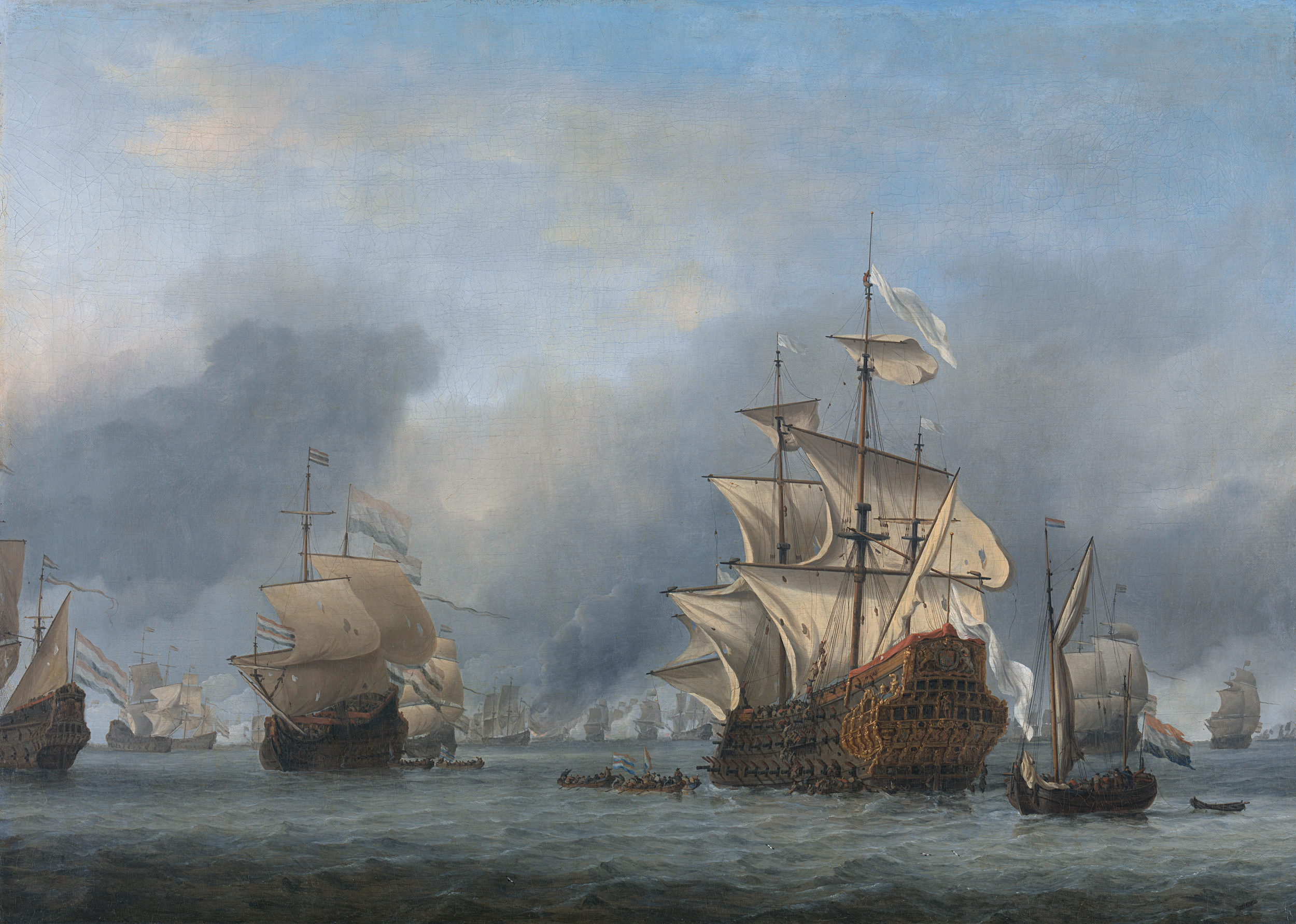
La reddition du lors de la bataille des Quatre Jours.

Après ces développements au printemps 1666, l'avantage passe du côté des Provinces-Unies. En mai 1666, Michiel de Ruyter regroupe la flotte néerlandaise et mouille au large des côtes flamandes pour y attendre la flotte française avec 91 navires, 4716 canons et 24 500 hommes. La direction de la marine anglaise — 81 navires, 4 460 canons et environ 21 000 hommes — est transférée à l'amiral Monck, qui, sur ordre du roi, doit envoyer une escadre de 25 navires sous le prince Rupert à l'ouest de la Manche pour affronter la flotte française. Avec les navires restants, Monck décide malgré sa grande infériorité numérique d'attaquer la flotte néerlandaise. Du 11 au 14 juin 1666, les deux flottes s'affrontent dans le sud de la mer du Nord lors de la bataille des Quatre Jours, au cours de laquelle intervient l'escadre de prince Rupert après deux jours de combats. Les Anglais subissent une lourde défaite, perdant dix navires et 8 000 hommes, contre seulement quatre navires et 2 000 hommes pour les Néerlandais,.
Cette victoire permet à la flotte néerlandaise de contrôler totalement la mer. En juillet, elle bloque l'estuaire de la Tamise et donc le trafic commercial de Londres. Mais l'administration navale bien organisée de l'Angleterre permet à Monck de préparer rapidement la flotte anglaise pour le combat. Le 2 août, elle reprend l'offensive avec 90 navires et 20 brûlots sous le commandement conjoint de Monck et du prince Rupert. La flotte néerlandaise compte quant à elle 72 vaisseaux et 16 frégates. Le 4 août 1666, après quelques manœuvres, les deux flottes s'affrontent à North Foreland (au nord de Douvres). La bataille, également connue sous le nom de St. James's Day Fight, se termine par une nette victoire des Anglais. Bien que les Néerlandais ne perdent que deux navires, leur flotte est dispersée et doit fuir vers ses ports, poursuivie par les Anglais. La bataille de North Foreland a de graves conséquences. Aux Provinces-Unies, l'amiral Tromp est démis de ses fonctions le 13 août en raison de son comportement au combat. La flotte anglaise fait à nouveau le blocus des côtes néerlandaises et attaque les ports et les îles. Le 20 août, le vice-amiral Robert Holmes incendie le village de Ter Schelling, sur l'île de Terschelling, et coule 140 à 150 navires marchands qui se trouvent à l'ancre dans la Vlie. Cet événement, connu sous le nom de raid du Vliestromm, est célébré en Angleterre sous le nom de Holmes's Bonfire.

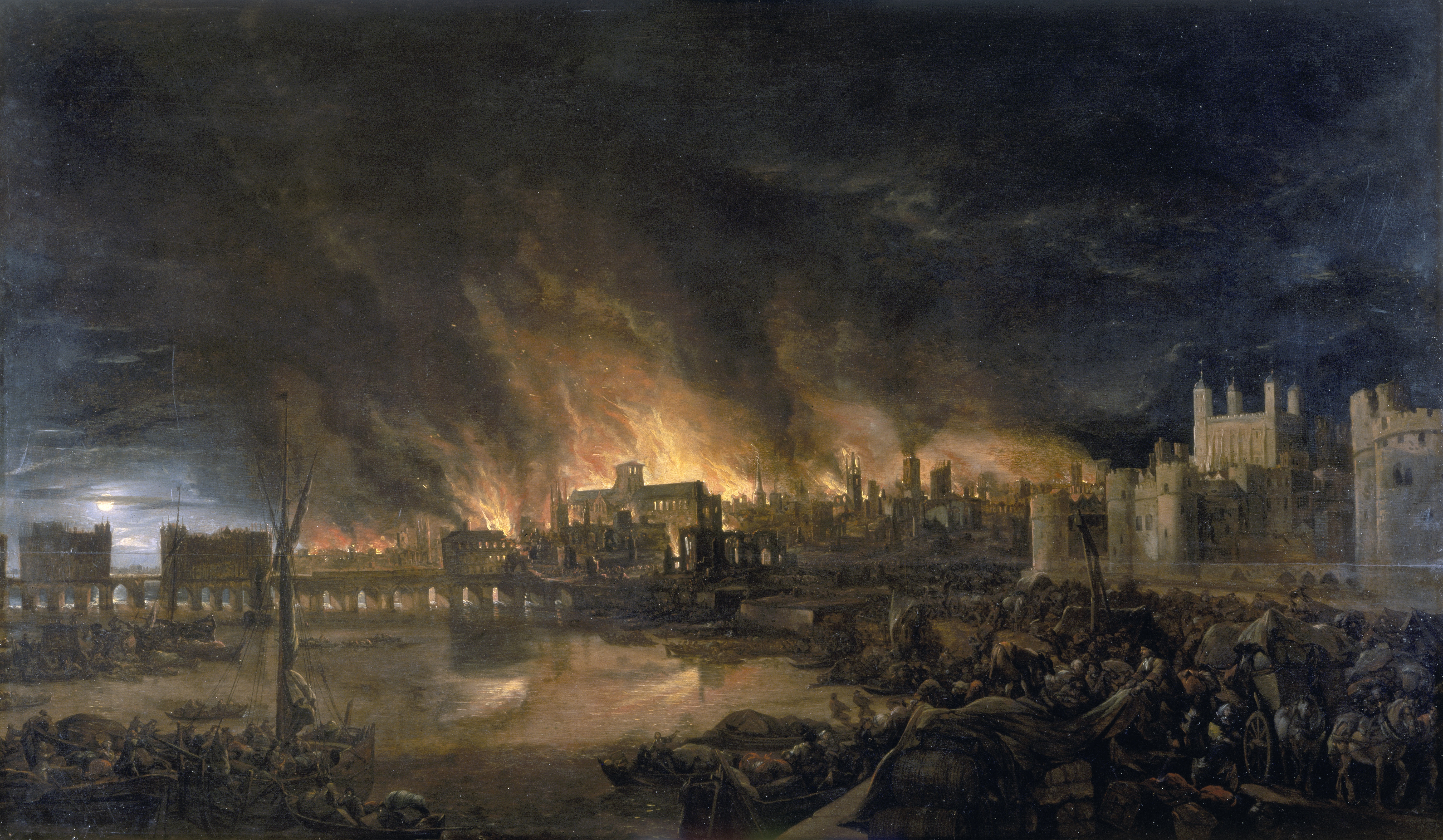
Le grand incendie de Londres.

Dans ces conditions favorables, Charles II relance des négociations de paix mais Johan de Witt n'y répond pas en raison des positions respectives inchangées sur la maison d'Orange. Le 2 septembre 1666, le grand incendie de Londres éclate et fait rage pendant quatre jours. Plus de 100 000 personnes se retrouvent sans abri, et 13 200 maisons et 87 églises sont détruites. Les dommages économiques sont énormes avec un montant estimé à dix millions de livres sterling. Conjugué à la grande peste de l'année précédente, cela provoque une lassitude croissante de la population anglaise envers la guerre, ainsi qu'un effondrement de l'économie. La guerre n'a pas rapporté les profits escomptés, et le Parlement refuse d'approuver de nouveaux fonds pour la guerre, après qu'il est révélé qu'une partie de l'argent déjà approuvé a été investie dans l'entretien de la Cour du roi. Par conséquent, l'année suivante, le Parlement met en place une commission des comptes chargée de superviser l'utilisation de tous les fonds approuvés. Charles II doit alors revoir à la baisse ses conditions de paix. Des négociations commencent à Bréda dès la fin octobre 1666.

### La guerre dans les colonies
Des combats se déroulent également dans les Caraïbes avec la participation active d'une escadre française commandée par Joseph-Antoine Le Febvre de La Barre. En avril 1666, celle-ci conquiert l'île de Saint Kitts, et en novembre de la même année elle occupe les colonies anglaises d'Antigua et Montserrat. En mai 1667, une flotte franco-néerlandaise de 17 navires tente de conquérir l'île de Nevis mais doit livrer bataille à une escadre anglaise de douze navires. Les Anglais perdent trois navires dans cette bataille au large de Nevis, mais empêchent le débarquement des troupes ennemies sur l'île.

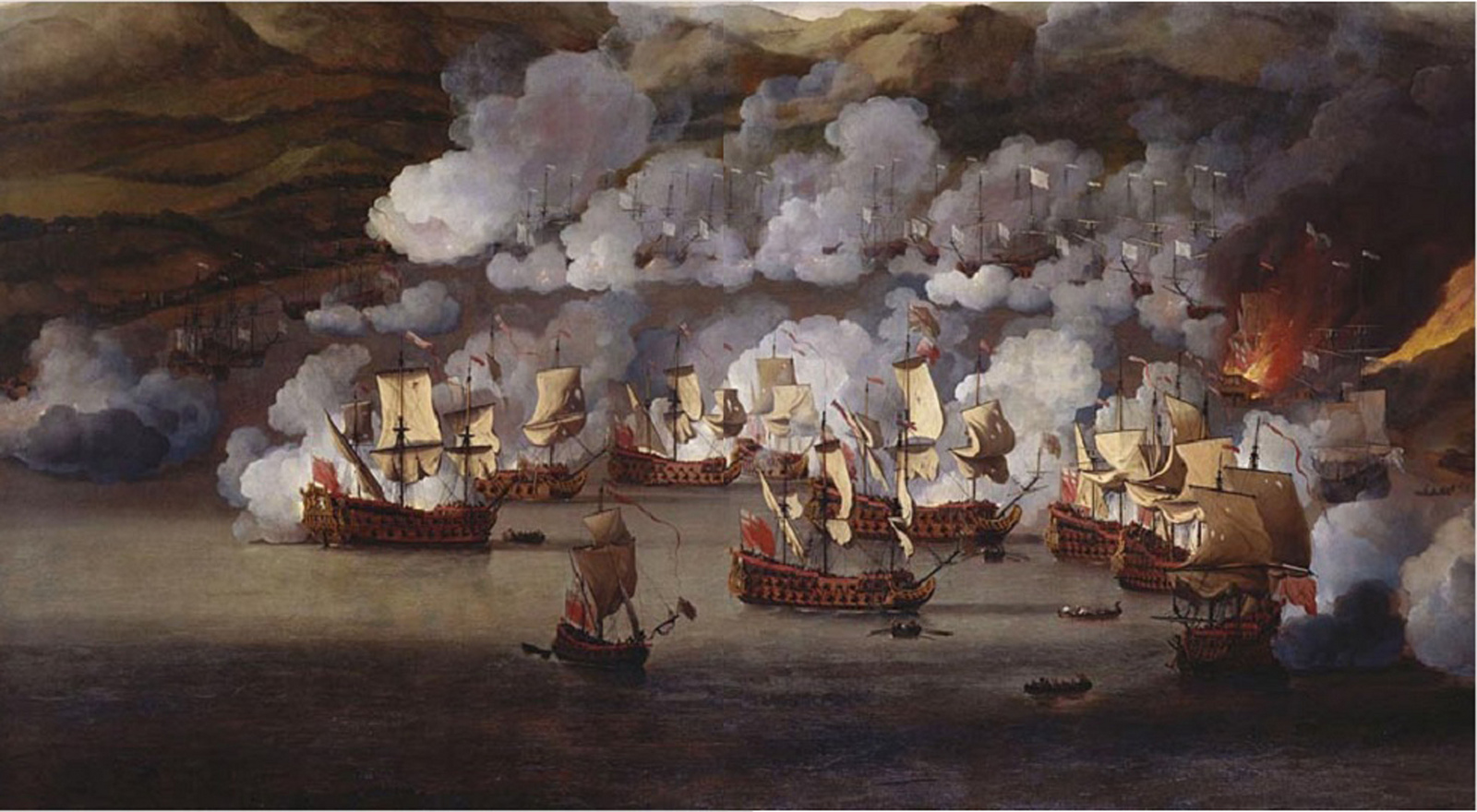
Représentation du combat naval franco-anglais du 6 juillet 1667 au large de Saint-Pierre (Martinique).

Au printemps 1667, une expédition anglaise de neuf navires sous le commandement du contre-amiral Sir John Harman (en) est envoyée dans les Caraïbes. L'escadre atteint la Barbade début juin. Le 16 juin, la tentative de reconquête de Saint Kitts menée par Henry Willoughby échoue, mais quelques jours plus tard, le 25 juin, Harman commence une série d'attaques sur la Martinique, et le 6 juillet, il y combat une escadre française de 23 navires plus petits et trois brûlots. Sept navires français, y compris le vaisseau amiral, sont incendiés, d'autres sont coulés ou s'échouent pour éviter la capture. Seuls trois navires réussissent à s'échapper. Harman profite de sa liberté de mouvement pour s'emparer de Cayenne le 15 septembre, et le 8 octobre, il reprend le Fort Willoughby, qui était tombé aux mains de l'amiral Abraham Crijnssen le 6 mars 1667. Il retourne ensuite à la Barbade au début de novembre et regagne finalement l'Angleterre en avril 1668. Cependant, ces combats ont peu d'impact comparativement aux opérations de guerre en Europe. Après la paix de Bréda, l'Angleterre récupère la quasi-totalité de ses possessions perdues dans les Caraïbes, tandis que le Suriname revient aux Néerlandais.

### Raid sur la Medway et traité de Bréda
Les négociations de paix sont difficiles, le roi Charles II ne voulant pas mettre fin à la guerre sans aucun profit pour sauver la face. Mais les Néerlandais, et surtout Johan de Witt, ne sont pas prêts à faire des concessions, étant dans une position avantageuse. En raison des restrictions financières imposées par le Parlement et du grand incendie de Londres, Charles II n'est plus en mesure d'équiper sa flotte. Malgré les mises en garde de l'amiral Monck, il donne l'ordre de démanteler les grands navires de ligne et de les mettre hors service pendant l'hiver 1666/67. La guerre ne doit se poursuivre qu'avec des corsaires pour nuire au commerce néerlandais. Le théoricien de la guerre navale Alfred Mahan condamne plus tard cette décision : « Ce type de guerre est toujours très tentant en période de crise économique […] Les dommages causés au commerce ennemi sont indéniables […] mais ils ne conduiront jamais seuls au succès […] Ce n'est pas la perte de navires ou de convois qui met une nation en danger, mais une puissance navale supérieure qui donne la suprématie maritime ».
Les Provinces-Unies possèdent cette supériorité dès le printemps 1667, après la mise hors service des plus grands navires anglais. Malgré la pression exercée sur les routes commerciales anglaises, les négociations à Bréda se prolongent. En mai 1667, le roi Louis XIV entame sa conquête planifiée des Pays-Bas espagnols (guerre de Dévolution). L'avancée rapide des troupes françaises préoccupe les dirigeants néerlandais, car si la France est un allié fiable, elle est néanmoins perçue comme une menace potentielle. L'historien John A. Lynn déclare : « Une Espagne inactive et fatiguée est pour eux un meilleur voisin qu'une France puissante et agressive ». Les Néerlandais ont un intérêt majeur à ce que les Pays-Bas espagnols soient une sorte d'État tampon. Par conséquent, ils doivent désormais se dépêcher de mettre fin à la guerre contre l'Angleterre afin de pouvoir tourner leur attention vers le conflit entre l'Espagne et la France.

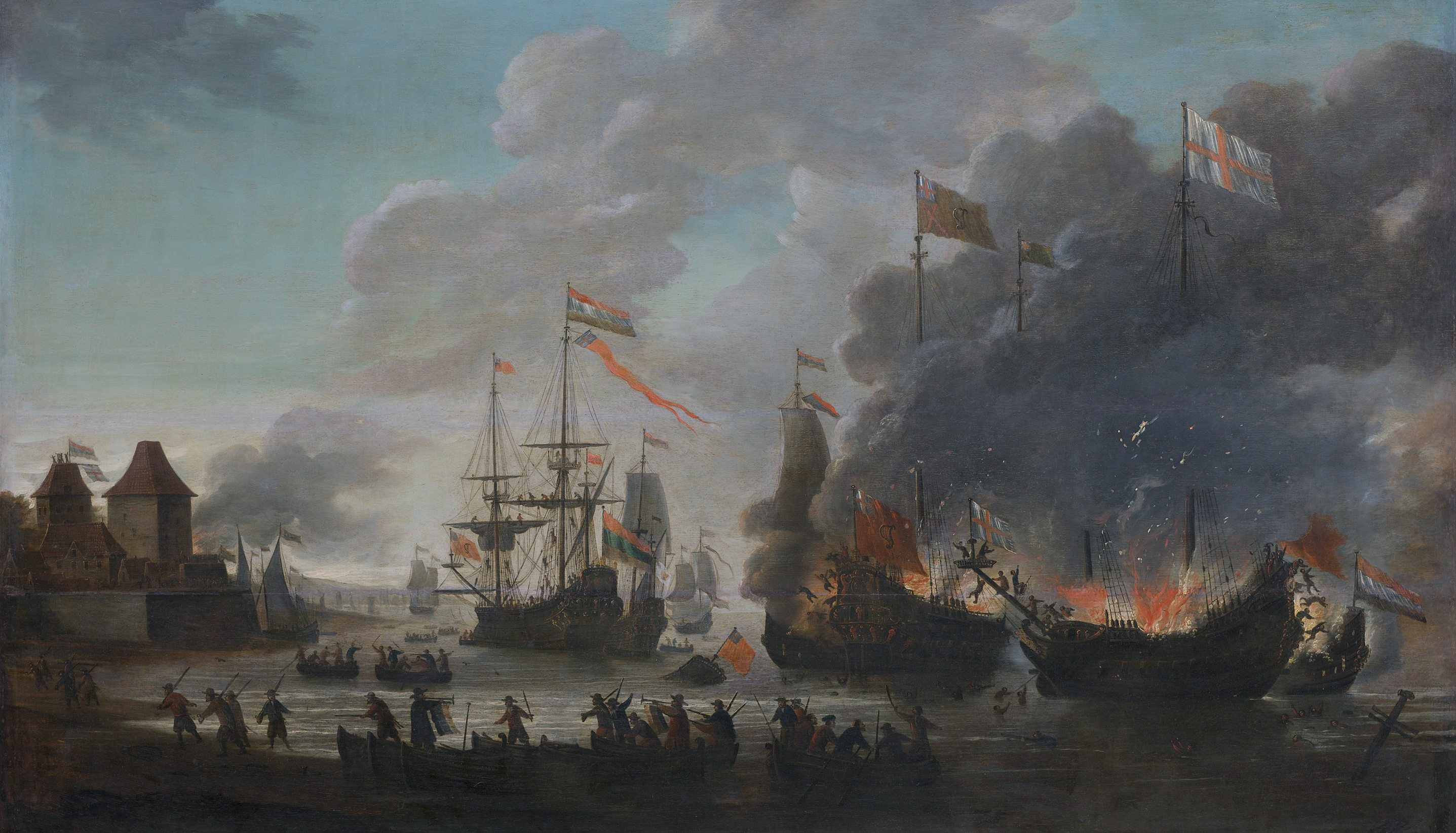
Représentation du raid sur la Medway.

Pour accroître la pression sur le roi Charles II, Johan de Witt ordonne à Michiel de Ruyter d'attaquer directement l'Angleterre. L'amiral pense d'abord que l'entreprise est irréalisable, mais obéit finalement aux instructions. Le 9 juin 1667, la flotte néerlandaise pénètre dans l'estuaire de la Tamise et y attaque les fortifications et les dépôts. Elle mène un raid sur l'affluent de la Medway et capture ou incendie quinze vaisseaux de la flotte anglaise, dont trois de leurs quatre plus grands navires de ligne. Les Néerlandais occupent Sheerness et Queenborough et ne se retirent du sol anglais que cinq jours plus tard. Les négociations reprennent ensuite et, lorsque Charles II refuse à nouveau les conditions de paix, Michiel de Ruyter revient à la mi-juillet dans la Tamise et se présente devant Gravesend. Cela déclenche une panique à Londres, et provoque la fuite de nombreux résidents. Des parlementaires influents exigent du roi Charles II la conclusion rapide de la paix, qui est effectivement signée à Bréda le 31 juillet 1667. La défaite anglaise provoque la chute et la disgrâce du chancelier anglais Edward Hyde de Clarendon.
Les dispositions du traité de Bréda sont modérées. L'Acte de navigation est légèrement assoupli : désormais, les navires marchands néerlandais sont autorisés à livrer des marchandises allemandes qui ont été transportées sur le Rhin vers les Provinces-Unies à destination de l'Angleterre. Cette dernière abandonne ses revendications sur l'île de Run en Indonésie et cède le Suriname et ses plantations sucrières aux Néerlandais. En échange, l'Angleterre conserve les colonies de New York et du New Jersey ainsi que le fort de Cape Coast en Afrique. La France rend Antigua, Montserrat et la partie anglaise de Saint Kitts à l’Angleterre, qui lui restitue l’Acadie et la Guyane française,.

## Conséquences

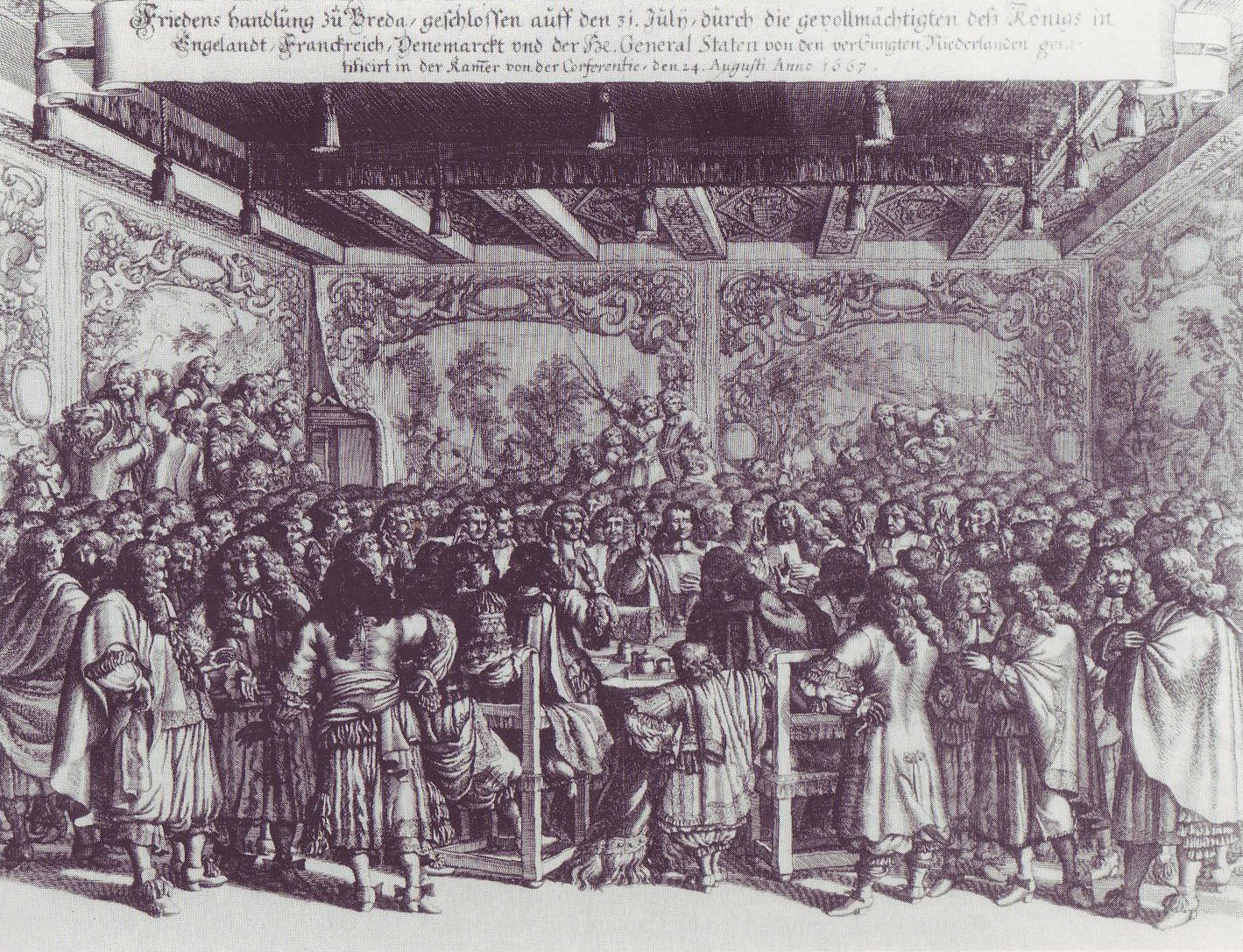
Conférence de paix de Breda qui met fin à la guerre entre l'Angleterre et les Pays-Bas unis en 1667 (Détail d'une gravure contemporaine).

La guerre se termine pour les Provinces-Unies alors qu'elles se trouvent dans une position avantageuse parce qu'elles se sentent contraintes de faire la paix en raison de l'invasion française des Pays-Bas espagnols. Le traité de paix est donc un compromis. L'objectif de guerre britannique de détruire le commerce néerlandais et d'en saisir une partie a échoué. Cependant, le retrait des Néerlandais d'Amérique du Nord d'une part, et celui de l'Angleterre du Suriname et de l'Indonésie d'autre part, apporte un véritable apaisement. Les Provinces-Unies restent les principaux fournisseurs de noix de muscade et obtiennent une nouvelle colonie avec la Guyane néerlandaise.
En Angleterre, le conflit conduit à une aggravation de l'antagonisme entre le roi et le Parlement. Charles II n'a pas réussi à renforcer l'indépendance financière de la Couronne. Au lieu de cela, la commission des comptes contrôle effectivement l'utilisation de tous les fonds approuvés après la guerre. Par conséquent, Charles II cherche un nouvel allié et le trouve en 1670 en la personne de Louis XIV. La politique Stuart s'oriente vers la France, en opposition avec les sentiments du Parlement et d'une partie de la population, ce qui est l'une des causes principales de la Glorieuse Révolution près de vingt ans plus tard.
Dès janvier 1668, l'Angleterre et les Provinces-Unies s'associent au royaume de Suède dans une Triple-Alliance pour forcer Louis XIV à se retirer des Pays-Bas espagnols. La guerre de Dévolution prend fin le 2 mai 1668 avec la paix d'Aix-la-Chapelle. Par la suite, les efforts expansionnistes de Louis XIV se dirigent contre les Provinces-Unies, car il considère qu'elles l'ont trahi. Charles II s'allie en 1670 avec Louis XIV par le traité secret de Douvres et ouvre les hostilités en 1672 avec une attaque conjointe contre les Provinces-Unies. Cette troisième guerre anglo-néerlandaise se termine en 1674 sous la pression du Parlement anglais mais la France continue à mener la guerre de Hollande jusqu'en 1678.